# Vènets (gals)
|  | No s'ha de confondre amb Vènets o Vennenses. |

Els vènets (llatí Veneti) foren un poble celta esmentat per Cèsar, qui anomena al seu territori com Venetia. Els vènets vivien a la costa de Bretanya, aleshores Armòrica, i tenien per veïns al sud els namnetes o nannets (dels que els separava el riu Vilaine), a l'est als rèdons, i al nord als osismes, que ocupaven la part més occidental de Bretanya. Estrabó els situa erròniament a la Gàl·lia Belga i els fa ancestres dels vènets de la mar Adriàtica (amb els quals no tenien relació). La seva capital fou Dariorigum, més tard anomenada Veneti, i avui dia Gwened.
La descripció de Cèsar s'assembla molt al departament francès d'Ar Mor-Bihan amb la península de Quiberon. Aquesta costa feu que els vènets dominaren el mar i pogueren comerciar amb Britànnia (Devonshire i Cornualla). Disposaven d'una marina important que els convertí en l'estat més poderós de l'Atlàntic.

## Etimologia
Del gal llatinitzat Veneti, « els Vènets », és un etnònim que sembla contenir l'arrel « wen » (sànscrit van-o-ti « ell estima », van-a « encant », llatí ven-us i Venus, alemany wonne « joia, felicitat », etc.), i significar « els amics, els compatriotes ».
El nom bretó de Vannes, Gwened, data de l'arribada dels britans a Armòrica -és habitual a la Bretanya insular- i podria tractar-se d'un manlleu per atracció paronímica. Find en irlandès antic i Gwyn/gwen en gal·lès signifiquen « blanc », metafòricament « brillant, bell » com a Vindilis, nom antic de l'illa de Belle-Île, el qual es desconeix si ve del gal vindo = bell (significant « Bella Illa »), o de Veneti (significant llavors « Illes vènèts »). El mot té una arrel que podria venir del proto-indoeuropeu * kwintos o * kwindos « clar » d'on vindos en antic cèltic, * khwitaz en proto-germànic i weiß en alemany (cf. Vindelícia).

## Història

Reconstrucció hipotètica d'un navili vènet del s. I aC

Els vènets van combatre contra els romans el 57 aC i van rebre el suport de pobles no gaire llunyans com els mòrins i els menapis, i també van demanar ajut a Britànnia. Cèsar, que estava absent en aquell moment va ordenar construir vaixells al Loire, al territori dels andecaus, els turons i els carnuts on les legions estaven acampades i que eren pobles que sabien construir vaixells. Va protegir la seva rereguarda enviant a Labienus al país des trèvers per tenir tranquils als belgues i aturar als germans si provaven de travessar el riu; a Publi Licini Cras el va enviar amb 12 cohorts a Aquitània per impedir que arribés ajut des allí; i va enviar a Q. Titurius Sabinus amb tres legions contra els unel·les, els curiosolites i els lexovis. La direcció de la flota fou confiada a D. Brutus i en part estava formada per vaixells oferts pels pictons i els santons i altres pobles ja sotmesos.
Cèsar va començar la campanya assetjant les ciutats dels vènets, però aquestos es movien d'una ciutat a l'altra amb els seus vaixells i els setges mai s'acabaven. Cèsar no podia fer res perquè encara no disposava de tots els seus vaixells, de manera que va esperar a la resta de la seva flota. Quant va arribar els vènets amb 220 vaixells es van enfrontar als romans i en una batalla naval que va durar tot el dia els romans, tot i que inferiors en nombre de vaixells, van poder derrotar l'enemic, que va perdre gairebé tota la seva marina i a la major part dels joves i no tan joves que podien lluitar. Els vènets es van rendir sense condicions.
Cèsar va fer matar tots els membres de l'assemblea dels vènets acusat d'haver violat la llei per empresonar a Quint Velani i Tit Sil·li (enviats romans que havien arribat al país el 57 aC demanant subministraments pels romans aquarterats al riu Loire) i la resta del poble fou venuda en subhasta com esclaus; el territori va quedar gairebé despoblat i el poble dels vènets va desaparèixer.
A la guerra contra Vercingetorix (52 aC) els set o vuit pobles d'Armòrica només van aportar sis mil homes.